# 約翰·代姆揚尤克
約翰·代姆揚尤克（羅馬化：Ivan Mykolaiovych Demjanjuk，1920年4月3日—2012年3月17日；又譯德米揚魯克）是退休汽車工人，前美國公民。2011年，德國法院宣判年屆91歲的代姆揚尤克在索比堡滅絕營謀殺超過28000名猶太人罪名成立，判處監禁5年。但法院允許他獲釋等候上訴。
代姆揚尤克在波蘇戰爭期間出生於烏克蘭基輔省，在1952年移民到美國。他在1986年被引渡到以色列就戰爭罪行受審，其後被判處死刑。他罪名成立是因為猶太人大屠殺中以色列倖存者指認他是「恐怖伊凡」，即特雷布林卡和索比堡滅絕營的著名守衛，於1942至1943年間謀殺和大量殘害集中營囚犯。1993年，因發現證據指出代姆揚尤克並非「恐怖伊凡」，而且在特雷布林卡以外的一個集中營服役，以色列最高法院撤回代姆揚尤克的反人道罪名。
2009年7月13日，代姆揚尤克再度被控以27900宗擔任謀殺同謀罪，每宗罪代表每個在他索比堡服役期間死去的人。11月30日，他的審訊在慕尼黑展開，預計需時數個月。2011年5月12日，審訊結束，他擔任27900宗猶太人謀殺案同謀的罪名成立，判處監禁5年